# 테크노블레이드
테크노블레이드(Technoblade, 1999년 6월 1일 ~ 2022년 6월 10일)는 미국의 유튜버로, 유튜브 채널에서 마인크래프트 비디오와 라이브 스트리밍, 드림 SMP에 참여한 것으로 유명하다. 테크노블레이드는 또한 테크노블레이드 네버 다이스라는 케치프레이스로 유명하다.

## 사망
테크노블레이드는 2022년 6월 10일 향년 23세에 사망하였고 죽은 후 일론 머스크, 드림 등 여러 유명인들이 추모하였다.